# Komenda Rejonu Uzupełnień Ciechanów

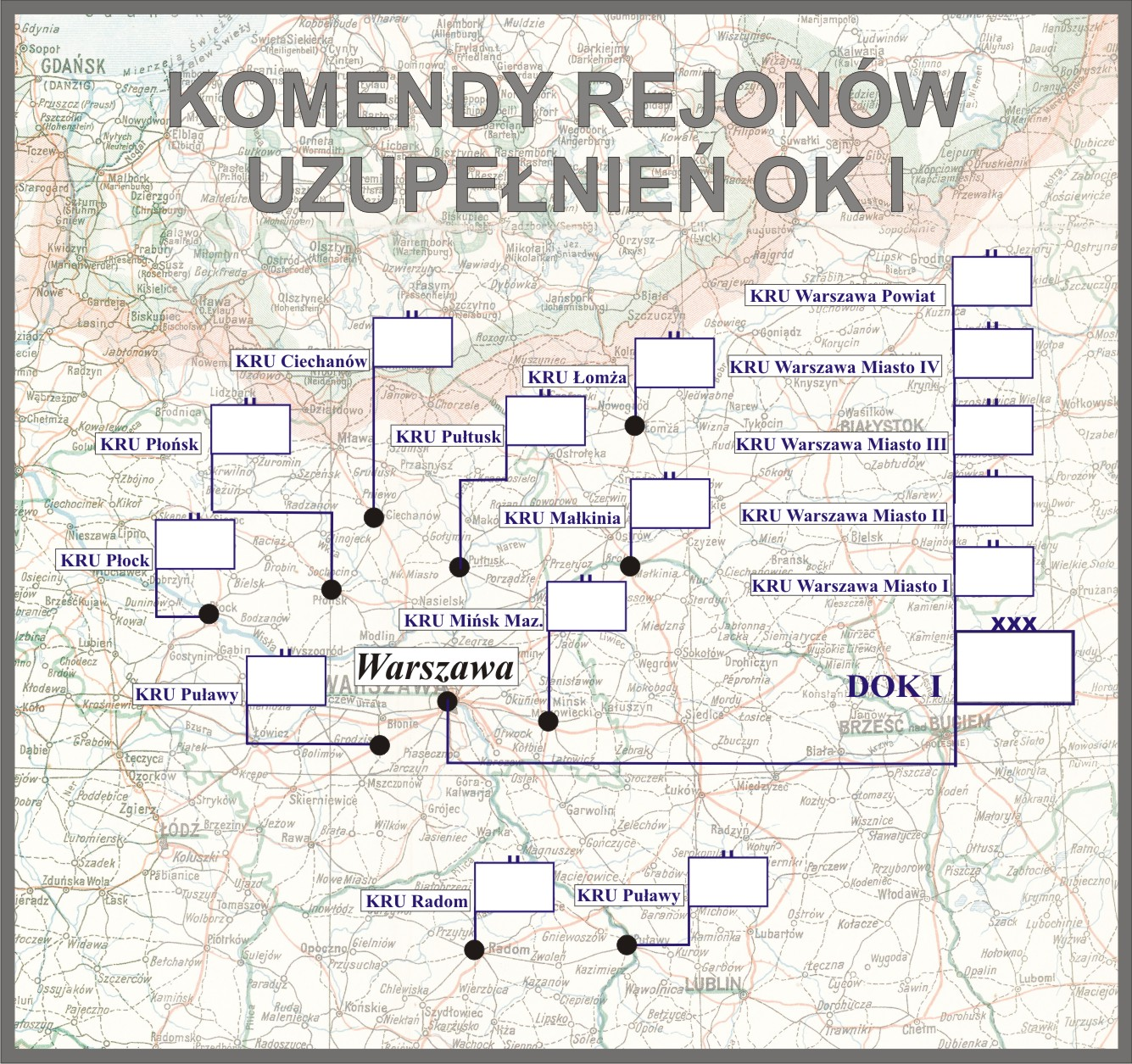
Komendy rejonów uzupełnień OK I

Komenda Rejonu Uzupełnień Ciechanów (KRU Ciechanów) – organ wojskowy właściwy w sprawach uzupełnień Sił Zbrojnych II Rzeczypospolitej i administracji rezerw w powierzonym mu rejonie.

## Historia komendy
Rozkazem kierownika MSWojsk. nr 144 z 27 listopada 1918 w sprawie organizacji władz zaciągowych powołano do życia między innymi XII Powiatową Komendę Uzupełnień w Ciechanowie dla Okręgu Wojskowego XII obejmującego powiaty: ciechanowski, płocki, sierpecki, płoński, lipnowski, mławski, makowski, przasnyski, pułtuski i rypiński. Bezpośrednią kontrolę nad PKU sprawowała Okręgowa Komenda Uzupełnień w Warszawie. 
12 lutego 1919 roku „z powodu zbyt wielkiej ilości powiatów wchodzących w skład PKU Ciechanów XII oraz trudności komunikacyjnych” minister spraw wojskowych wyłączył z niej powiaty lipnowski, płocki, rypiński i sierpecki. Powiat lipnowski został włączony do PKU Włocławek XI, natomiast dla powiatów płockiego, rypińskiego i sierpeckiego została utworzona PKU Płock XXV.
31 lipca 1919 roku OKU w Warszawie została zlikwidowana jako odrębny urząd i włączona wraz z całym personelem w skład Dowództwa Okręgu Generalnego „Warszawa”, jako Wydział V Sztabu. W tym samym roku, w związku z wprowadzeniem „terytorialnego kompletowania pułków”, PKU w Ciechanowie została przemianowana na PKU 32 pp, natomiast powiaty makowski i pułtuski zostały włączone w skład nowo powstałej PKU 13 pp w Pułtusku.
W czerwcu 1921 roku PKU 32 pp nadal podlegała DOGen. „Warszawa” i obejmowała swoją właściwością powiaty: ciechanowski, mławski, płoński i przasnyski.
Z dniem 1 czerwca 1922 roku została zlikwidowana gospoda inwalidzka przy PKU Ciechanów.
18 listopada 1924 roku weszła w życie ustawa z dnia 23 maja 1924 roku o powszechnym obowiązku służby wojskowej, a 15 kwietnia 1925 roku rozporządzenie wykonawcze ministra spraw wojskowych do tejże ustawy, wydane 21 marca tego roku wspólnie z ministrami: spraw wewnętrznych, zagranicznych, sprawiedliwości, skarbu, kolei, wyznań religijnych i oświecenia publicznego, rolnictwa i dóbr państwowych oraz przemysłu i handlu. Wydanie obu aktów prawnych wiązało się z przejęciem przez władze cywilne (administracji I instancji) większości zadań związanych z przygotowaniem i przeprowadzeniem poboru. Przekazanie większości zadań władzom cywilnym umożliwiło organom służby poborowej zajęcie się wyłącznie racjonalnym rozdziałem rekruta oraz ewidencją i administracją rezerw. Do tych zadań dostosowana została organizacja wewnętrzna powiatowych komend uzupełnień i ich składy osobowe. Poszczególne komendy różniły się między sobą składem osobowym w zależności od wielkości administrowanego terenu. 
Zadania i nowa organizacja PKU określone zostały w wydanej 27 maja 1925 roku instrukcji organizacyjnej służby poborowej na stopie pokojowej. W skład PKU Ciechanów wchodziły dwa referaty: I) referat administracji rezerw i II) referat poborowy. Nowa organizacja i obsada służby poborowej na stopie pokojowej według stanów osobowych L. O. I. Szt. Gen. 3477/Org. 25 została ogłoszona 4 lutego 1926 roku. Z tą chwilą zniesione zostały stanowiska oficerów ewidencyjnych.
12 marca 1926 roku została ogłoszona obsada personalna Przysposobienia Wojskowego, zatwierdzona rozkazem Dep. I L. 6000/26 przez pełniącego obowiązki szefa Sztabu Generalnego gen. dyw. Edmunda Kesslera, w imieniu ministra spraw wojskowych. Zgodnie z nową organizacją pokojową Przysposobienia Wojskowego zostały zlikwidowane stanowiska oficerów instrukcyjnych przy PKU, a w ich miejsce utworzone rozkazem Oddz. I Szt. Gen. L. 7600/Org. 25 stanowiska oficerów przysposobienia wojskowego w pułkach piechoty. 
Od 1926 roku, obok ustawy o powszechnym obowiązku służby wojskowej i rozporządzeń wykonawczych do niej, działalność PKU Ciechanów normowała „Tymczasowa instrukcja służbowa dla PKU”, wprowadzona do użytku rozkazem MSWojsk. Dep. Piech. L. 100/26 Pob.
31 lipca 1931 roku gen. dyw. Kazimierz Fabrycy, w zastępstwie ministra spraw wojskowych, rozkazem B. Og. Org. 4031 Org. wprowadził zmiany w organizacji służby poborowej na stopie pokojowej. Zmiany te polegały między innymi na zamianie stanowisk oficerów administracji w PKU na stanowiska oficerów broni (piechoty) oraz zmniejszeniu składu osobowego PKU typ I–IV o jednego oficera i zwiększeniu o jednego urzędnika II kategorii. Liczba szeregowych zawodowych i niezawodowych oraz urzędników III kategorii i niższych funkcjonariuszy pozostała bez zmian.
1 lipca 1938 roku weszła w życie nowa organizacja służby uzupełnień, zgodnie z którą dotychczasowa Powiatowa Komenda Uzupełnień Ciechanów została przemianowana na Komendę Rejonu Uzupełnień Ciechanów przy czym nazwa ta zaczęła obowiązywać 1 września 1938 roku, z chwilą wejścia w życie ustawy z dnia 9 kwietnia 1938 roku o powszechnym obowiązku wojskowym. Obok wspomnianej ustawy i rozporządzeń wykonawczych do niej, działalność KRU Ciechanów normowały przepisy służbowe MSWojsk. D.D.O. L. 500/Org. Tjn. Organizacja służby uzupełnień na stopie pokojowej z 13 czerwca 1938 roku. Zgodnie z tymi przepisami komenda rejonu uzupełnień była organem wykonawczym służby uzupełnień .
Komendant rejonu uzupełnień w sprawach dotyczących uzupełnień Sił Zbrojnych i administracji rezerw podlegał bezpośrednio dowódcy Okręgu Korpusu Nr I, który był okręgowym organem kierowniczym służby uzupełnień. Rejon uzupełnień obejmował powiaty: ciechanowski, działdowski, mławski i przasnyski.

## Obsada personalna
Poniżej przedstawiono wykaz oficerów zajmujących stanowisko komendanta Powiatowej Komendy Uzupełnień i komendanta rejonu uzupełnień oraz wykaz osób funkcyjnych (oficerów i urzędników wojskowych) pełniących służbę w PKU i KRU Ciechanów, z uwzględnieniem najważniejszych zmian organizacyjnych przeprowadzonych w latach 1926 i 1938.
| Komendanci                            | Komendanci                 | Komendanci                                |
| ------------------------------------- | -------------------------- | ----------------------------------------- |
| Stopień, imię i nazwisko              | Okres pełnienia obowiązków | Kolejne stanowisko służbowe (dalsze losy) |
| płk Władysław Miszałowski             | do XI 1921                 | szef Poborów DOK IX                       |
| mjr piech. Jan Gustaw Sojko           | XI 1921 – †1922            |                                           |
| mjr kanc. Antoni Andrzej Kołodyński   | 1923 – II 1927             | komendant PKU Kielce                      |
| mjr kanc. Jan Froehlich               | II 1927 – 30 IX 1928       | stan spoczynku                            |
| mjr adm. san. / kanc. Michał Morawski | III 1930 – 30 IX 1931      | stan spoczynku                            |
| mjr piech. Franciszek Żukowski        | IX 1930 – 1938             | stan spoczynku                            |
| ppłk piech. Władysław Michał Dec      | do 1939                    | w X 1939 dowódca 178 pp                   |

| Obsada pozostałych stanowisk funkcyjnych PKU w latach 1921–1925 | Obsada pozostałych stanowisk funkcyjnych PKU w latach 1921–1925 | Obsada pozostałych stanowisk funkcyjnych PKU w latach 1921–1925 | Obsada pozostałych stanowisk funkcyjnych PKU w latach 1921–1925 |
| --------------------------------------------------------------- | --------------------------------------------------------------- | --------------------------------------------------------------- | --------------------------------------------------------------- |
| I referent                                                      | mjr piech. Bolesław Paukszt                                     | do IV 1923                                                      | komendant PKU Kołomyja                                          |
| I referent                                                      | mjr piech. Zygmunt Jan Kubicki                                  | od IV 1923                                                      |                                                                 |
| I referent                                                      | kpt. piech. Tadeusz Kantor                                      | 1 XII 1923 – II 1924                                            | 50 pp                                                           |
| I referent                                                      | kpt. piech. Jan Kaczorowski                                     | II 1924 – II 1926                                               | kierownik I referatu                                            |
| II referent                                                     | urzędnik wojsk. XI rangi / por. kanc. Władysław Kierzkowski     | do II 1926                                                      | referent                                                        |
| oficer instrukcyjny                                             | por. piech. Walerian Wojtulewicz                                | do 24 X 1923                                                    | PKU Modlin                                                      |
| oficer instrukcyjny                                             | por. piech. Wacław Wyziński                                     | 24 X 1923 – III 1925                                            |                                                                 |
| oficer ewidencyjny na powiat ciechanowski                       | por. kanc. Władysław Rzymski                                    | od IV 1924                                                      |                                                                 |
| oficer ewidencyjny na powiat działdowski                        | urzędnik wojsk. XI rangi / por. kanc. Jan Semik                 | do XII 1924                                                     |                                                                 |
| oficer ewidencyjny na powiat mławski                            | por. kanc. Jan Semik                                            | XII 1924 – II 1926                                              | kierownik II referatu                                           |
| oficer ewidencyjny na powiat przasnyski                         | urzędnik wojsk. XI rangi Stanisław Socha                        | do 1 IX 1923                                                    | PKU Białystok                                                   |
| oficer ewidencyjny na powiat przasnyski                         | urzędnik wojsk. XI rangi Józef Duda                             | od IX 1923                                                      |                                                                 |
| oficer ewidencyjny na powiat przasnyski                         | por. piech. Paweł Najnis                                        | od XII 1923                                                     |                                                                 |
| oficer ewidencyjny na powiat przasnyski                         | por. piech. Mikołaj Bagiński                                    | od II 1924                                                      |                                                                 |
| oficer ewidencyjny na powiat przasnyski                         | chor. Brunon Kochański                                          | od I 1925                                                       |                                                                 |
| Obsada pozostałych stanowisk funkcyjnych PKU w latach 1926–1938 |                                                                 |                                                                 |                                                                 |
| kierownik I referatu administracji rezerw i zastępca komendanta | kpt. piech. Jan Kaczorowski                                     | II 1926 – VII 1929                                              | kierownik referatu w Biurze Uzup. MSWojsk.                      |
| kierownik I referatu administracji rezerw i zastępca komendanta | kpt. kanc. Józef Szaflarski                                     | VII 1929 – 30 IX 1932                                           | praktyka u płatnika 11 puł.                                     |
| kierownik I referatu administracji rezerw i zastępca komendanta | kpt. piech. Kazimierz Józef Winnicki                            | 5 VIII 1932 – VI 1938                                           | kierownik I referatu RKU                                        |
| kierownik II referatu poborowego                                | por. kanc. Jan Semik                                            | II 1926 – 1 IX 1932                                             | praktyka u płatnika 11 puł.                                     |
| kierownik II referatu poborowego                                | kpt. piech. Aleksander Panaś                                    | 1932 – VI 1938                                                  | kierownik II referatu RKU                                       |
| referent                                                        | por. kanc. Władysław I Kierzkowski                              | od II 1926                                                      |                                                                 |
| referent                                                        | por. kanc. Alojzy Kucharski                                     | od XI 1926                                                      |                                                                 |
| referent                                                        | rtm. Piotr Pilichowski                                          | od VII 1927                                                     |                                                                 |
| Obsada pozostałych stanowisk funkcyjnych KRU w latach 1938–1939 |                                                                 |                                                                 |                                                                 |
| kierownik I referatu ewidencji                                  | kpt. adm. (piech.) Kazimierz Józef Winnicki                     | 1938 – 1939                                                     |                                                                 |
| kierownik II referatu uzupełnień                                | kpt. adm. (piech.) Aleksander Panaś                             | 1938 – 1939                                                     | w niemieckiej niewoli                                           |